# Júdásfülgomba
Júdásfülgomba vagy júdásfüle gomba vagy fafülgomba, (Auricularia auricula-judae) népies nevein fagomba vagy fülgomba, parazita(élősködő) életmódot folytató, Magyarországon gyakori, ehető gombafaj.

## Előfordulása
Egész évben, főként kora tavasztól késő őszig, lombos fák (elsősorban fekete bodza, bükk és tölgy) elhalt ágain, csoportosan növő, gyakori faj.

## Jellemzése
Termőteste 2–6 cm átmérőjű, először gömbölyded, majd csésze, fül vagy kagyló formájú, összenövéskor lebenyszerű, olykor teljesen féloldalas. Külső oldalánál színe vörösesbarnás, okkerbarnás, szürkésbarnás, ritkán áttetszően fehéres, felülete bársonyosan szőrös, nemezes, erősen ráncos, redőzött. Belső oldalának színe sárgásbarna, vörösesbarna, feketés, felülete csillogó, ráncos, redős, széle hullámos, kissé felemelkedő. Száraz időben a termőtest összezsugorodik, majd nedvesség esetén újra kiterül.
Termőrétege a termőtest belső oldalán található.
Húsa vékony, kocsonyaszerű, porcos állagú, barna, sötétbarna színű, szagtalan, nyersen nincs különösebb íze.
Spórapora fehér, spórái 6-8 µm x 16-18 µm méretűek.

## Felhasználhatósága
Jó étkezési gomba. Levesnek különösen finom. Kiválóan szárítható és fagyasztható. Egyedülálló módon áztatás-, vagy fagyasztásból való felolvasztás után tökéletes módon visszanyeri eredeti formáját és rugalmasságát.

## Összetéveszthetősége
A szalagos fülgomba, barna csészegomba és a pihés gyűszűgomba keverhető össze vele.

## Gyógyhatás
Véralvadásgátló. Továbbá ismert antioxidáns hatása, vércukorszint, illetve koleszterinszint csökkentő hatása is.

## Megjegyzés
Az "auricula-judae" jelentése: júdás-fül. Iskarióti Júdás állítólag bodzafára akasztotta fel magát.

## Galéria

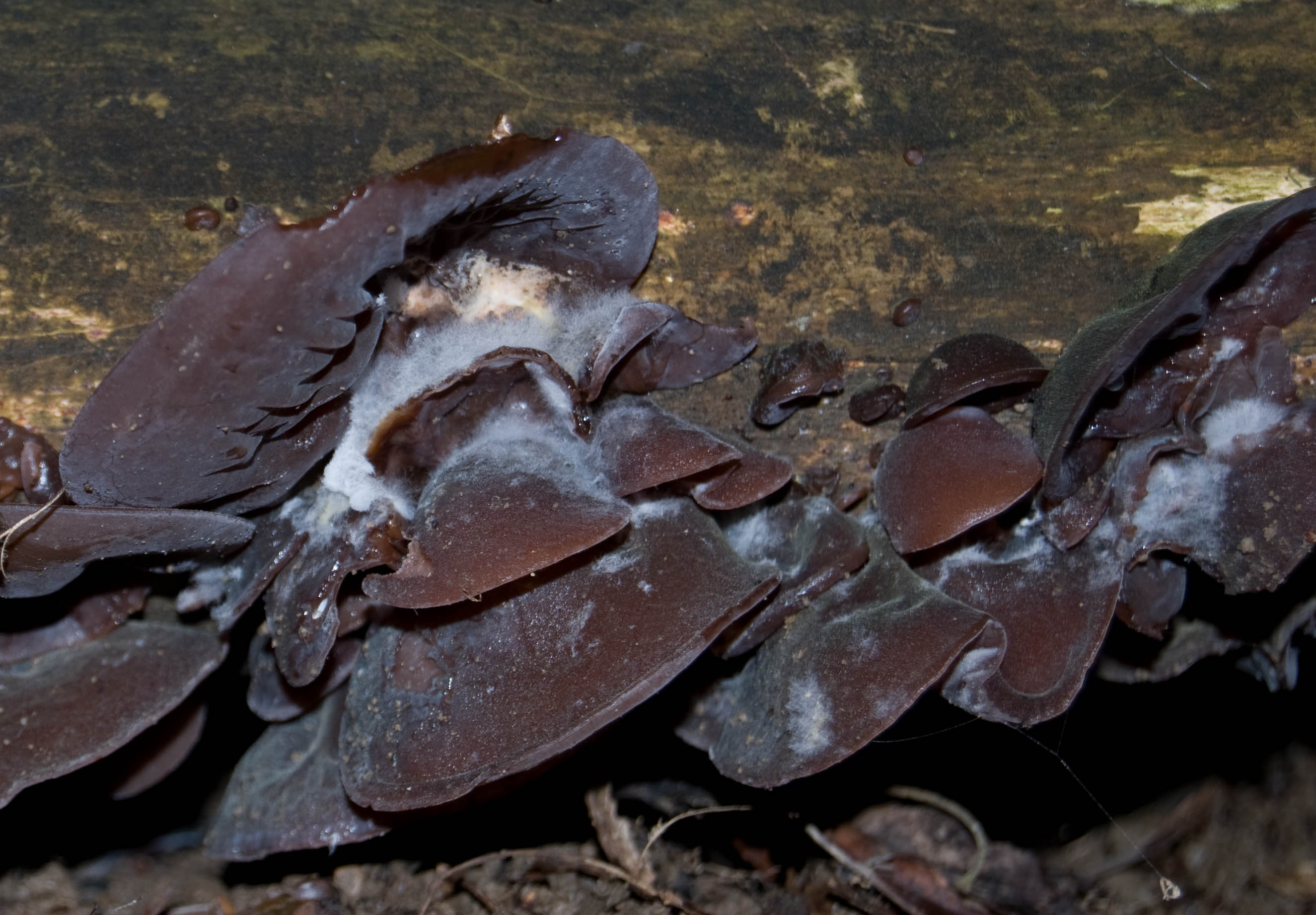
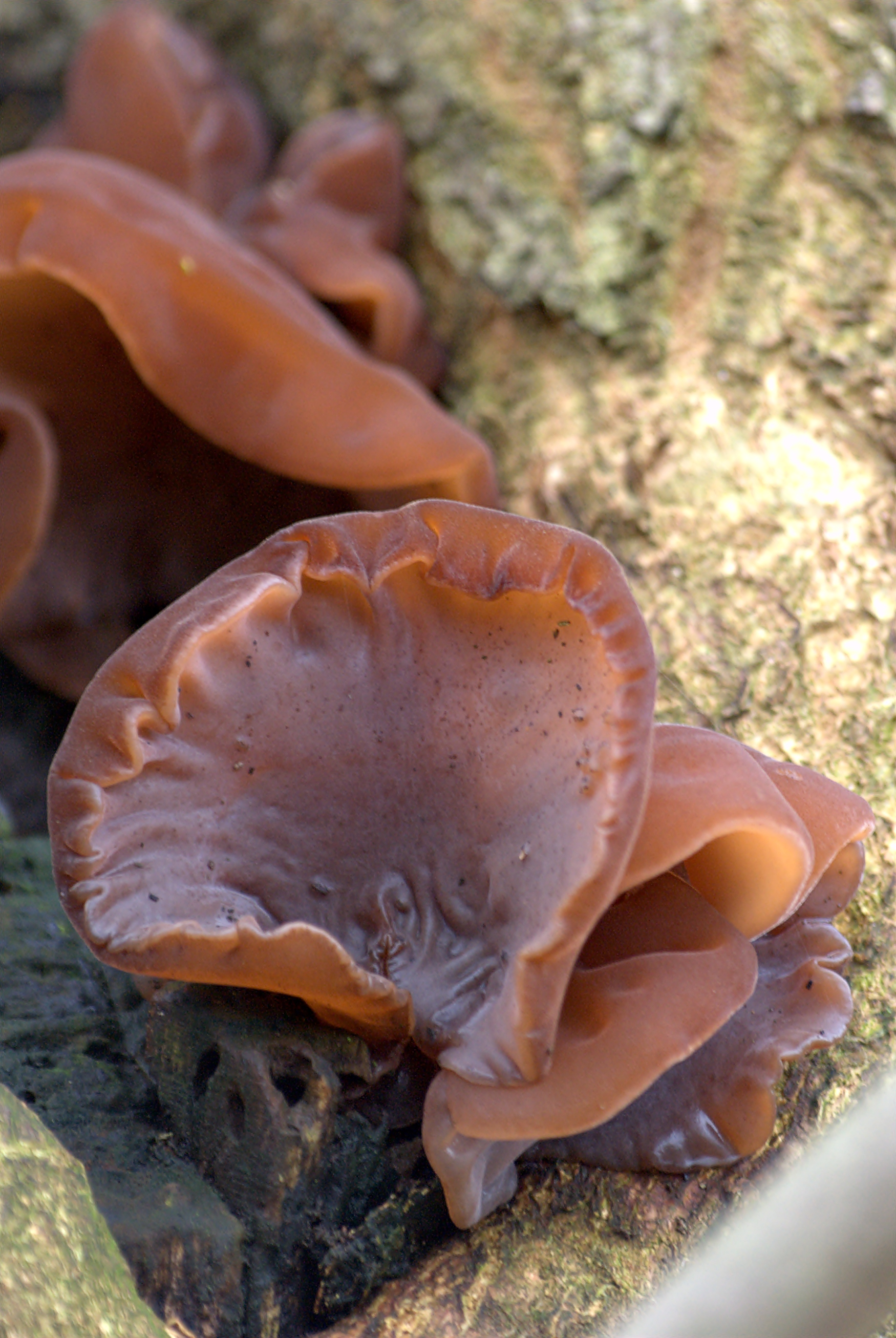
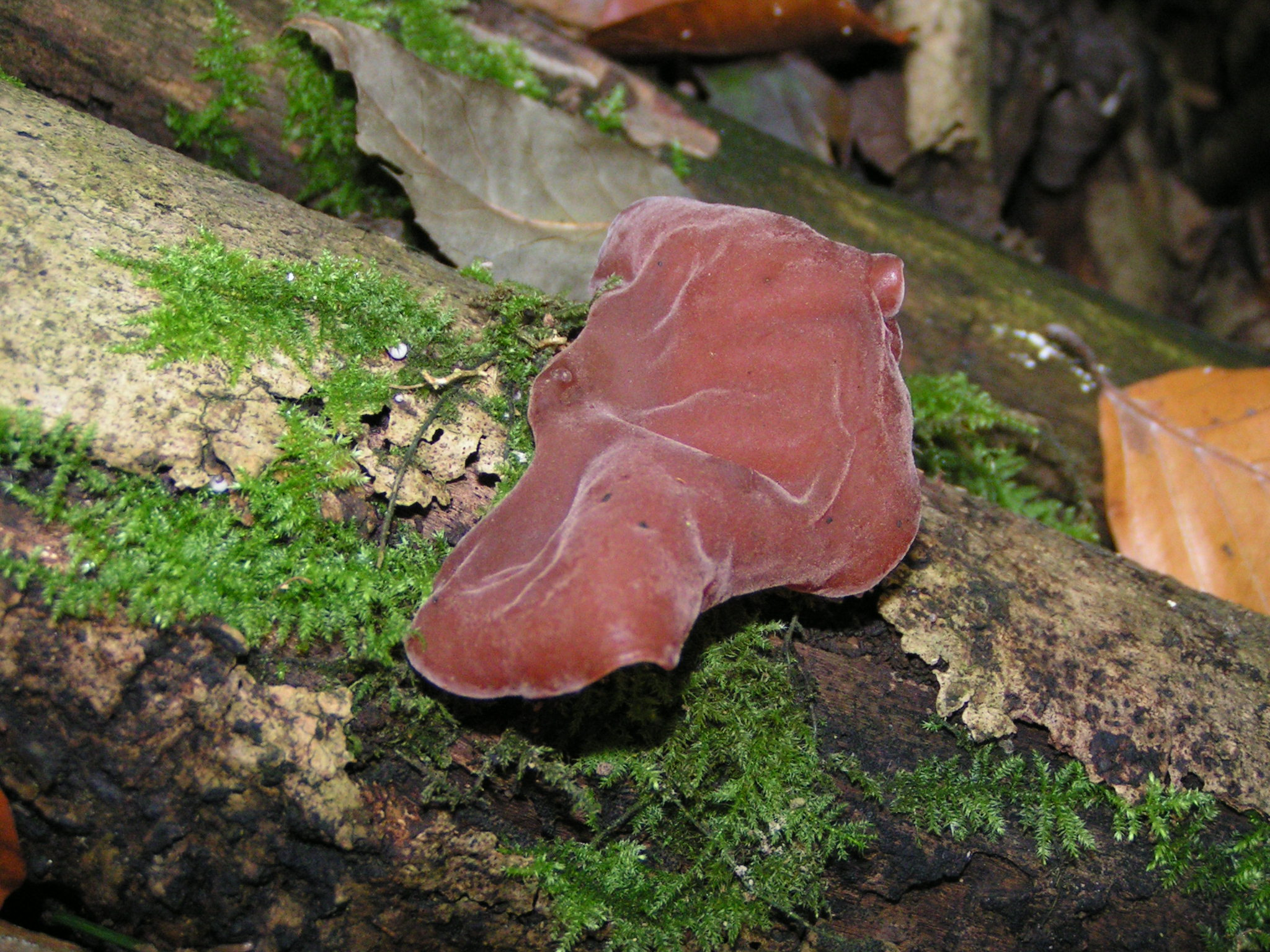
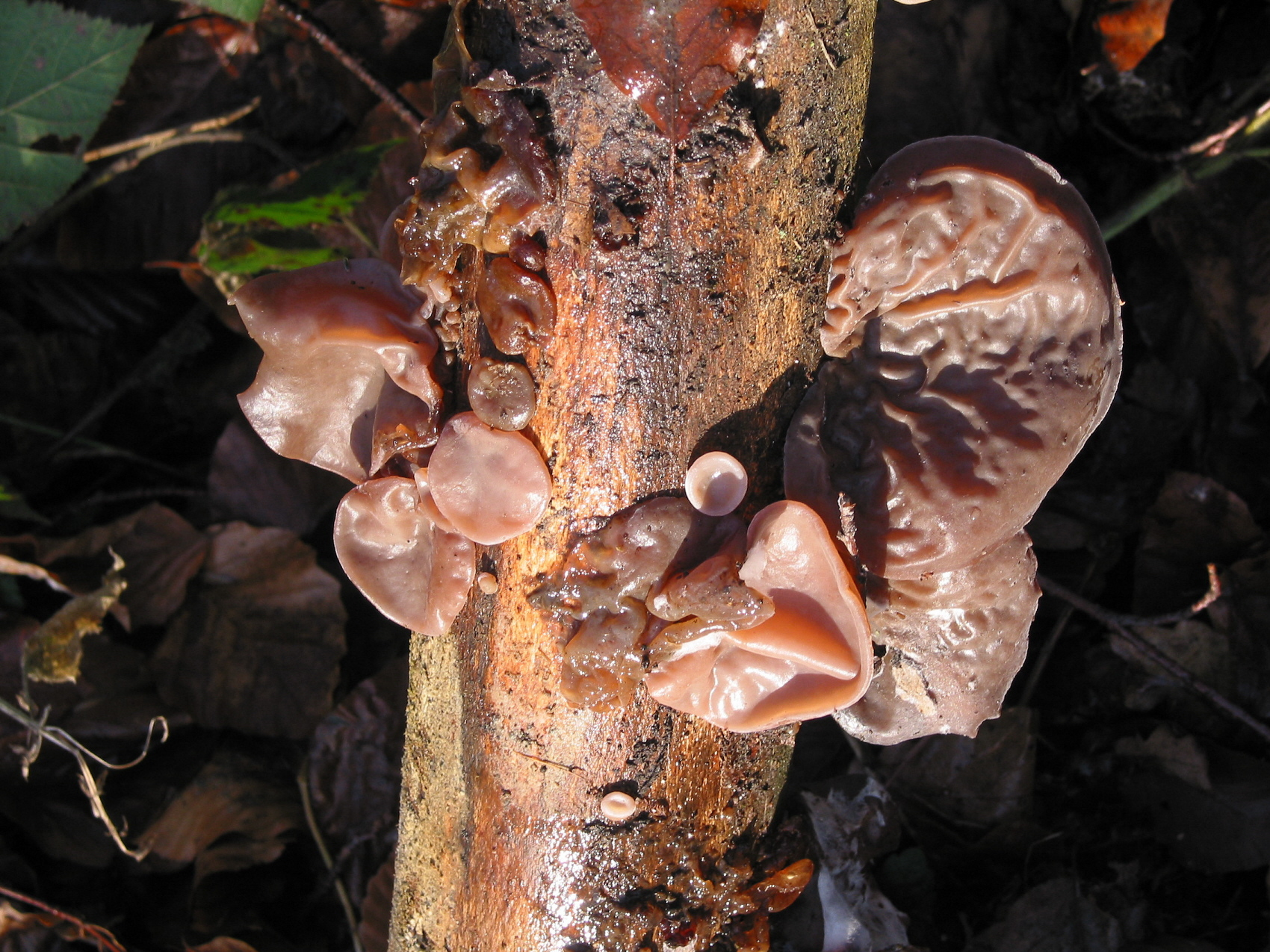
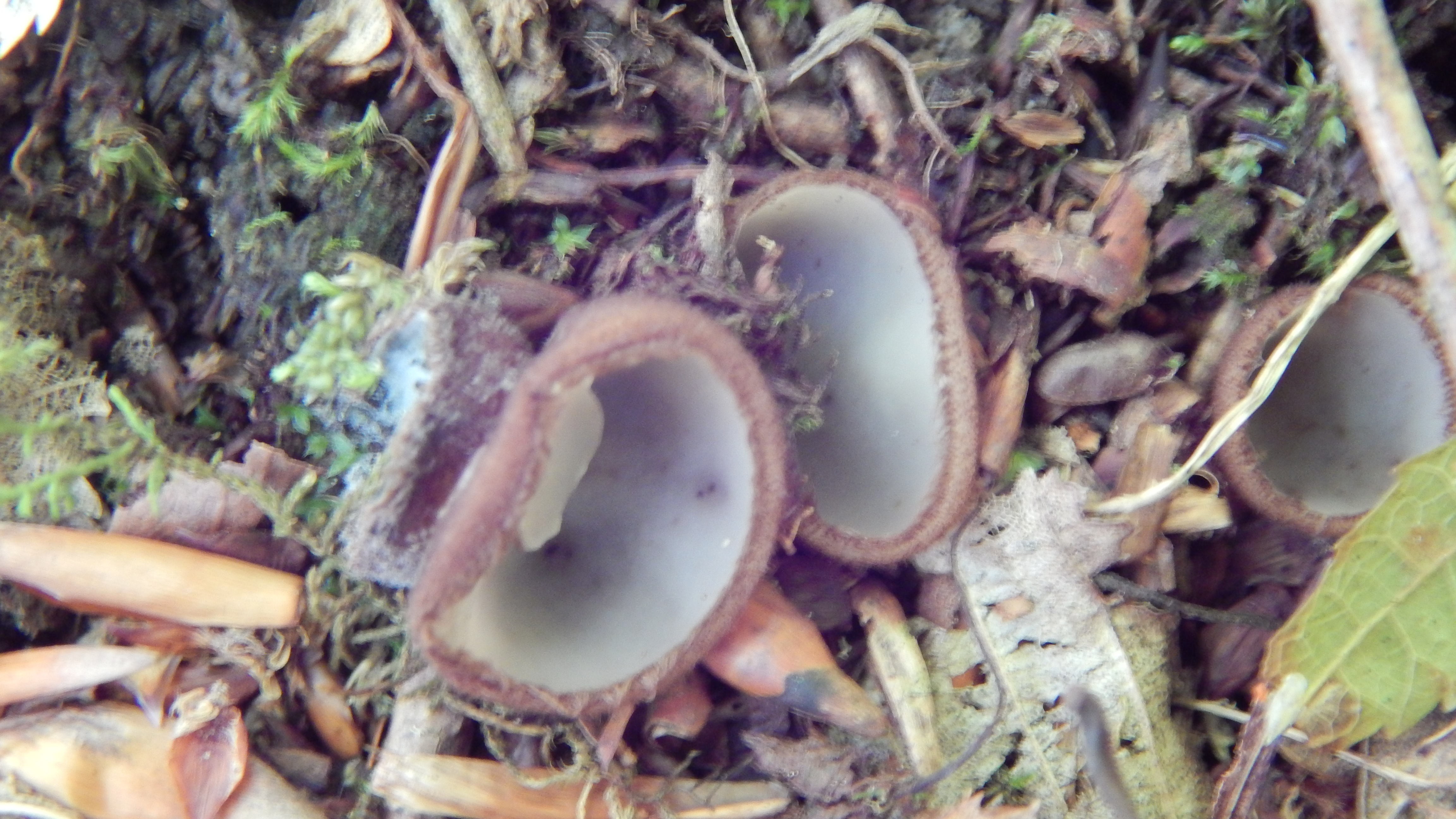
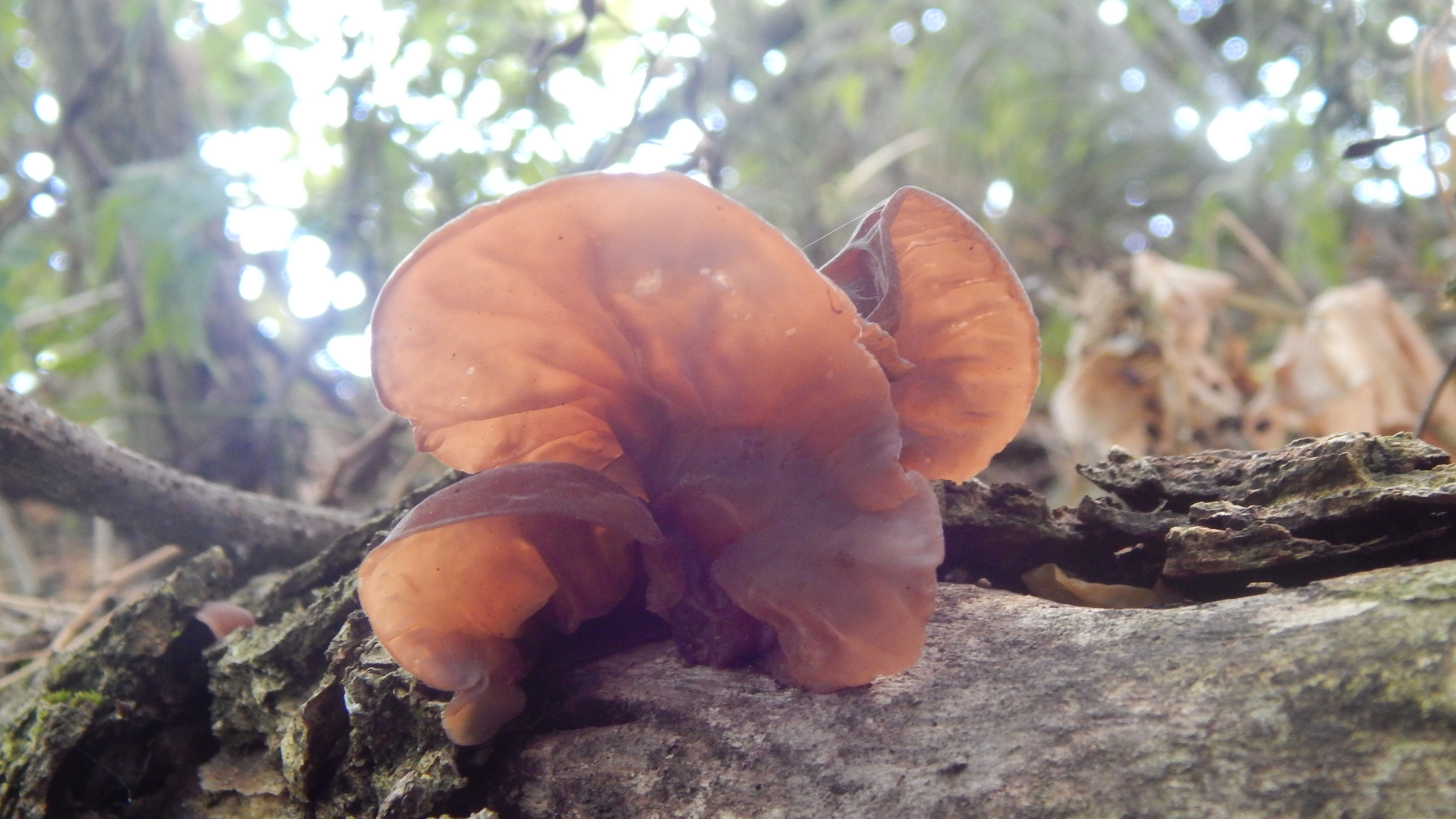